# Балупе
Ба́лупе (латыш. Balupe, Bolupe; в нижнем течении — Пе́рдея, латыш. Pērdeja, Pierdeja) — река в Латвии. Течёт по территории Ругайского, Алуксненского, Балвского, Вилякского и Лубанского краёв. Правый приток верхнего течения Айвиексте.
Длина реки составляет 82 км. Площадь водосборного бассейна равняется 936 км² (по другим данным — 895 км²). Объём годового стока — 0,21 км³. Уклон — 0,21 м/км, падение — 17 м.
В среднем течении у города Балви пересекает озера Перкону и Балву. Во время сильных весенних паводков разливается в низовьях, образуя плавни.